# Colpo di Stato in Sudan del 2019
Il colpo di Stato in Sudan del 2019 è stato un golpe militare messo in atto dalle forze armate sudanesi la mattina dell'11 aprile 2019 per rovesciare il governo del presidente sudanese Omar al-Bashir, che è stato destituito dal potere e arrestato dopo aver ricoperto tale ruolo per quasi 30 anni.

## Contesto
Dal 19 dicembre 2018 sono in corso in Sudan proteste contro il presidente, queste manifestazioni sono iniziate in diverse città del paese a causa dell'aumento del caro vita e della crisi economica. Nel gennaio 2019, l'oggetto delle proteste si spostarono dal caro vita e dalle questioni economiche, alle richieste di dimissioni del presidente Omar al-Bashir.
Nel febbraio 2019, Bashir aveva dichiarato il primo stato di emergenza nazionale in vent'anni a causa del crescendo dei disordini.

## Colpo di Stato
L'11 aprile 2019 l'esercito sudanese ha destituito il Governo Nazionale e ha annunciato uno stato di emergenza di 3 mesi, a cui seguirà un periodo di transizione di 2 anni prima dell'istituzione di un nuovo governo. Il tenente generale Ahmed Awad Ibn Auf, che era Ministro della Difesa e il Vicepresidente del Sudan, si è dichiarato de facto Capo di Stato, annunciando la sospensione della costituzione e imponendo un coprifuoco, ordinando la cessazione delle proteste in corso. Oltre al Governo Nazionale, sono stati sciolti anche i governi statali e i consigli legislativi.
I media statali hanno riferito che tutti i prigionieri politici, compresi i leader delle proteste anti-Bashir, sono stati rilasciati dal carcere. Il Partito del Congresso Nazionale di Al-Bashir ha annunciato che avrebbe organizzato una manifestazione a sostegno del presidente deposto. I soldati hanno anche fatto irruzione negli uffici del Movimento Islamico, la principale ala ideologica del Congresso Nazionale, a Khartoum.
Il 12 aprile, il neonato governo militare ha deciso di rimanere al potere per un periodo transitorio per far sì che iniziassero i negoziati per portare alla formazione di un nuovo governo di matrice civile e non militare. La sera del 12 aprile Auf si è dimesso da Presidente del Consiglio Militare di Transizione (de facto Capo di Stato) e ha nominato il generale Abdel Fattah Abdelrahman Burhan come suo successore. Questo è accaduto dopo le proteste per la decisione di non far estradare Bashir dalla Corte penale internazionale.
Il 13 aprile, Burhan ha annunciato nel suo primo discorso televisivo che il coprifuoco imposto da Auf era stato revocato e che era stato emesso un ordine per completare il rilascio di tutti i prigionieri incarcerati in base alle leggi precedentemente promulgate da Bashir.

## Altri arresti
Le Forze armate sudanesi hanno arrestato diversi funzionari governativi tra cui il primo ministro Mohamed Taher Ayala, Ahmed Haroun (Presidente del Partito del Congresso Nazionale, al governo), un membro del Congresso Nazionale Awad Al-Jaz, l'ex Ministro della Difesa Abdel Rahim Mohammed Hussein e gli ex-vicepresidenti Bakri Hassan Saleh e Ali Othman Taha.

## Reazioni

### Reazioni sudanesi
In una dichiarazione resa subito dopo il Golpe militare, diversi attivisti sudanesi, compresi quelli dell'Associazione dei Professionisti Sudanesi e del Partito Comunista Sudanese, hanno denunciato il Consiglio di Militare di Transizione come un governo con "le stesse facce e le stesse entità su cui il nostro grande popolo si è ribellato". Gli attivisti hanno chiesto che il controllo del paese fosse consegnato ad un governo civile e non militare.

## Conseguenze
Il 20 agosto 2019 il Consiglio Militare di Transizione e le Forze dell’alleanza per la Libertà e il Cambiamento raggiungono un accordo per creare una Dichiarazione Costituzionale sancendo così la nascita del Consiglio Sovrano del Sudan, organo civile/militare con funzione di capo di Stato.
Nel 2020 il nuovo governo di Abdalla Hamdok ha abolito la pena di morte per omosessualità, la pena di morte per apostasia, le mutilazioni genitali femminili, il divieto di consumo di alcool (anche se solo per i non musulmani) e l'obbligo del velo per le donne, dando così inizio ad una nuova, seppur ancora debole, democrazia abolendo di fatto la sharia. È stata anche abolita la fustigazione pubblica.
Dopo un fallito tentativo di golpe nel mese di settembre, il 25 ottobre 2021 un nuovo colpo di stato da parte di gruppi armati porta all'arresto del premier e di diversi ministri.
In seguito ad un nuovo accordo tra le forze armate e Abdalla Hamdok, quest'ultimo viene reinsediato nella carica di Primo ministro a partire dal 25 Novembre 2021